# Ronald Isley
Ronald Isley, anche noto come Ron Isley o Mr. Biggs (Cincinnati, 21 maggio 1941), è un cantautore e produttore discografico statunitense.
È noto soprattutto come membro del gruppo musicale familiare The Isley Brothers.

## Discografia

### Solista
Album in studio
- 2003 - Here I Am (con Burt Bacharach)
- 2010 - Mr. I
- 2013 - This Song Is For You

Singoli
- 2010 - No More
- 2010 - What I Miss the Most
- 2013 - Dinner and a Movie
- 2013 - My Favorite Thing (feat. KEM)

## Collaborazioni
Come interprete solista, nel corso della sua carriera, ha collaborato con molti artisti di varia estrazione musicale, tra cui R. Kelly, Kendrick Lamar, Rod Stewart, Nas, Patti Labelle, Kelly Price, Nelly, Foxy Brown e Santana.